# Schönhausen (Elbe)
Schönhausen (Elbe) – gmina w Niemczech, w kraju związkowym Saksonia-Anhalt, w powiecie Stendal, wchodzi w skład gminy zbiorowej Elbe-Havel-Land. Liczy 2 353 mieszkańców, powierzchnia wynosi 74 km² (31 grudnia 2009). 1 stycznia 2010 gmina została powiększona o Hohengöhren.
W Schönhausen (Elbe) urodził się Otto von Bismarck.

## Współpraca
Miejscowość partnerska:
- Kirchlinteln, Dolna Saksonia